# Bambu
Bambu är ett samlingsnamn på en grupp av gräs som växer i tropiska, subtropiska och tempererade områden i Asien, Afrika och Amerika samt i vissa delar av Europa. Flertalet arter är ej lövfällande lignoser (vedartade växter). Bambun kännetecknas av att dess blad har bladskaft till skillnad från andra gräs som saknar dessa. De starka, lätta och böjliga stammarna är karakteristiska, och har många användningsområden. De används till hus, flottar, broar, byggnadsställningar och mycket annat.
Bambun är snabbväxande. De späda skotten från bambu är även en vanlig ingrediens i asiatisk matlagning. Den utrotningshotade pandan äter nästan uteslutande bambuskott trots att den inte har cellulosanedbrytande matsmältning.

## Släkten
Gruppen omfattar omkring 91 släkten och 1 000 arter. Några av släktena är:
- Bashaniabambusläktet (Bashania)
- Bergbambusläktet (Fargesia)
- Grenbambusläktet (Pleioblastus)
- Jättebambusläktet (Dendrocalamus)
- Kinabambusläktet (Phyllostachys)
- Narihirabambusläktet (Semiarundinaria)
- Revbambusläktet (Sasaella)
- Sasabambusläktet (Sasa)
- Shibateabambusläktet (Shibataea)
- Småbambusläktet (Indocalamus)
- Splitcanebambusläktet (Pseudosasa)
- Taggbambusläktet (Bambusa)
- Vinterbambusläktet (Chimonobambusa)
- Yushaniabambusläktet (Yushania)

## Textil
Det finns två typer av bambufiber som används i textilproduktion, men bara en kan generiskt klassas som bambufiber. Den generiska bambufibern är mekaniskt utvunnen ur bambu och är lik växtfibrer från lin och rami i sina egenskaper och utseende. Den fiber man möter i reklamen är en viskosfiber, det vill säga man har använt cellulosan i bambun för att regenerera en fiber. Det korrekta namnet är viskos på svenska.

## Matlagning
Skotten hos de flesta arter är ätbara råa eller kokta, med det hårda skalet borttaget. Tillagning eliminerar den lätta bitterheten. Skotten används i många asiatiska rätter och buljonger, och säljs i stormarknader i olika skivade former, både färska och konserverade. 
Bambuskott i fermenterat tillstånd är en viktig ingrediens i köken i Himalaya. I Assam, Indien, kallas det till exempel chorisa. I Nepal är det populärt att över etniska gränser äta bambuskott som fermenterats med gurkmeja och olja och kokats med potatis som en maträtt, vanligtvis serverad med ris (alu tama (आुुाामााा) på nepalesiska). 
I Indonesien skärs de i tunna skivor och kokas sedan med santan (tjock kokosmjölk) och kryddor till en rätt som kallas gulai rebung. Andra recept som använder bambuskott är sayur lodeh (grönsaksblandning i kokosmjölk) och moong pia (ibland stavat lumpia: friterade inslagna bambuskott med grönsaker). Skotten hos vissa arter innehåller gifter som måste urlakas eller kokas innan de är säkra att äta. 
Saften från unga stjälkar som samlas in under regnperioden kan jäsas för att producera ulanzi (sött vin) eller helt enkelt göras till en läskedryck. Bambublad används också som omslag för ångade dumplings, som vanligtvis innehåller klibbigt ris och andra ingredienser, till exempel zongzi från Kina. 
Inlagd bambu, som används som kryddor, kan också göras av kärnan i unga skott.